# Union démocratique espagnole
Pour les articles homonymes, voir Union démocratique.
L'Union démocratique espagnole (en espagnol : Unión Democrática Española, UDE) est une association politique espagnole fondée en 1975. Il regroupait en fait, de jeunes cadres du Franquisme finissant, partisans du catholicisme social. 
A partir d'août 1976, l'association se transforme en parti politique et des membres notables rejoignent le premier gouvernement Suarez dont Alfonso Osorio, Enrique de la Mata (es), Andrés Reguera Guajardo et Eduardo Carriles Galarraga. Une lutte interne eut lieu entre Alfonso Osorio, partisan d'une alliance avec les autres forces chrétiennes-démocrates de centre-droit pour la plupart d'exil, et Federico Silva Muñoz, partisan d'une alliance avec la droite franquiste qui allait constituer l'Alliance populaire. Au printemps 1977, l'UDE fusionna avec le Parti populaire démocrate-chrétiens pour créer le Parti démocrate-chrétien. Les partisans de Federico Silva firent scission pour créer l'Action démocratique espagnole (es).